# Metalectra geminicincta
Metalectra geminicincta är en fjärilsart som beskrevs av William Schaus 1916. Metalectra geminicincta ingår i släktet Metalectra och familjen nattflyn. Inga underarter finns listade i Catalogue of Life.